# تئاتر تجربی

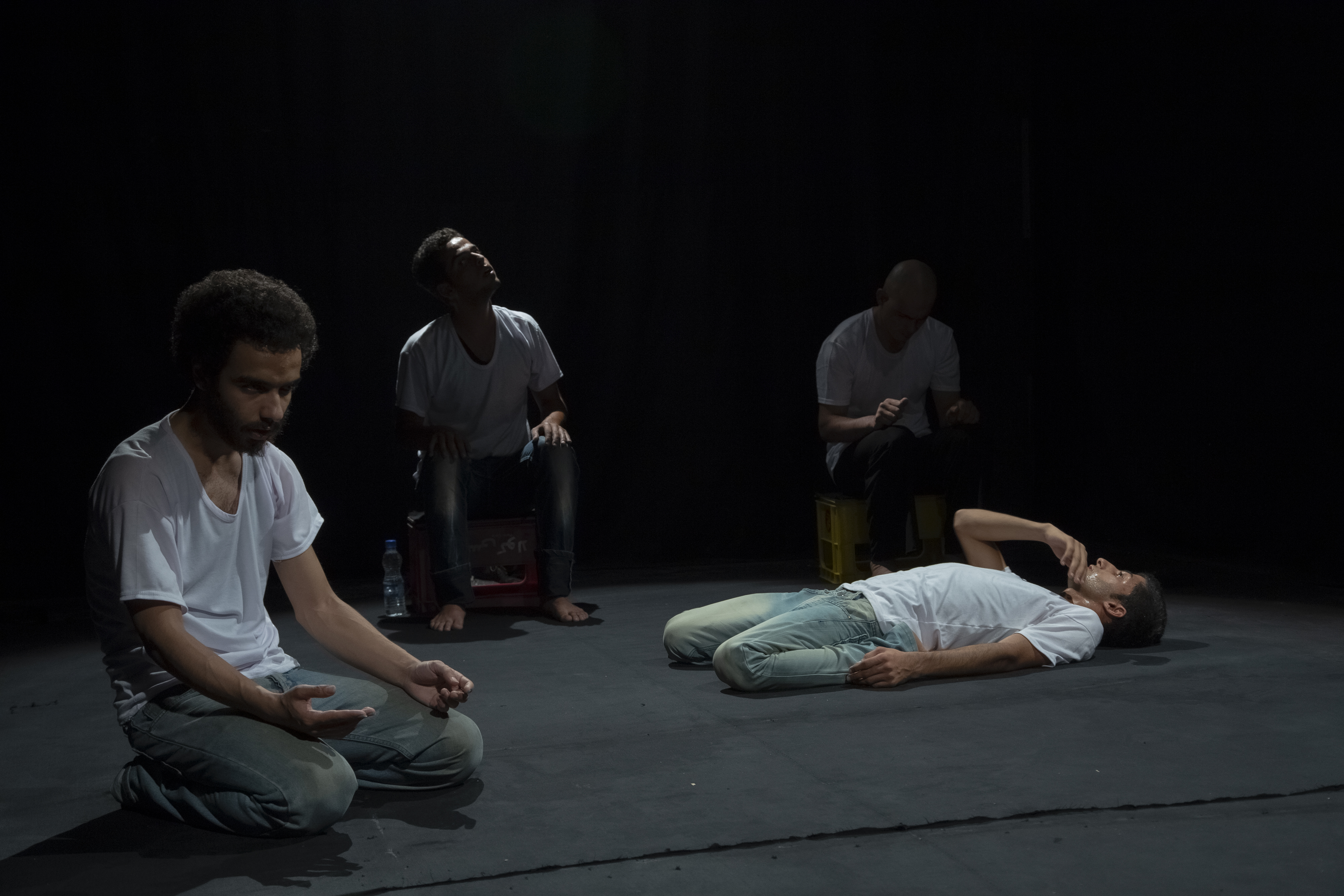
یک تئاتر پرفورمانس تجربی در ایران ماه مهرماه ۱۳۹۲

تئاتر تجربی (انگلیسی: Experimental theatre) (که گاهی تئاتر آوانگارد نیز نامیده می‌شود)، به گونه‌ای از تئاتر غربی گفته می‌شود که در اواخر قرن نوزدهم توسط آلفرد ژاری با نمایش شاه اوبو آغاز شده است و هدف آن ارتداد شیوه مرسوم و حاکم تولید و نگارش نمایش بوده است. در طول زمان و با تغییرات تئاترهای مرسوم و اتخاذ شیوه‌هایی که زمانی حتی رادیکال فرض می‌شدند، اصطلاح تئاتر تجربی نیز دستخوش تغییراتی شده است. تئاتر تجربی در پی تجربه چیز جدیدی است.

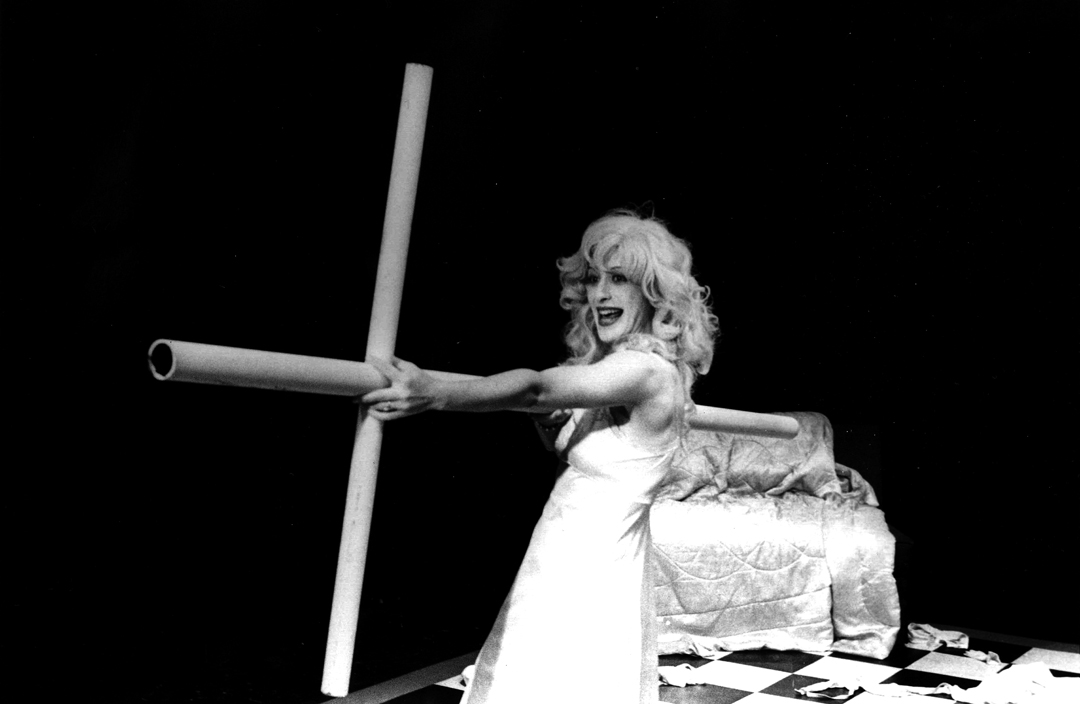
Robin Bittman in Corner Theatre ETC's 1981 production of Tom Eyen's The White Whore and the Bit Player, directed by Brad Mays.

## ارتباط با مخاطب
مخاطبان سنتی، تنها، مشاهده‌گر نمایش بودند و نه چیز دیگری. بسیاری از فعالین تئاتر تجربی سعی بر آن داشته اند تا این جایگاه مخاطب را به چالش بکشند. به عنوان نمونه، برتولت برشت از مخاطبین خود میخواهد تا از طریق شکستن دیوار چهارم در نمایش اثرگذار باشند، از این رو در خلال اجرای نمایش ، از ایشان سئوال‌هایی پرسیده می‌شود، بدون آنکه جوابی به آن‌ها داده شود، و از این طریق آنها را وادار به فکر کردن با خویشتن میکند؛ آگوستو بال از مخاطب خود میخواهد تا دربرابر اعمال اجرا دست به واکنش اجرایی بزنند. آنتونن آرتو با اثرگذاری در سطح نیمه آگاه مخاطب به این مهم دست می‌یازد. پیتر بروک متوجه مثلث ارتباطی اجرا به شرح روبرو می‌رسد: ارتباط مجری با درون خویشتن، ارتباط اجرا کنندگان با یک‌دیگر روی صحنه و ارتباط اجرا کنندگان با مخاطبین اثر.
علاوه بر شیوه مشارکت مخاطب در اثر، طریقه مواجهه مخاطبان با اثر نمایشی از دیگر موضوعات این گونه از تئاتر می‌باشد. مجریان جسور در مکان‌هایی غیر از صحنه نمایش مرسوم به نمایش آثار خود پرداختند و با این روش از مخاطبین در بالاترین حد ممکن برای مشارکت در پیشبرد نمایش استفاده شد. حتا زمانی که از صحنه نمایش کلاسیک برای نمایش آثار استفاده میشود، آن را به طور کامل دیگرگون می‌کنند.

## آلبوم

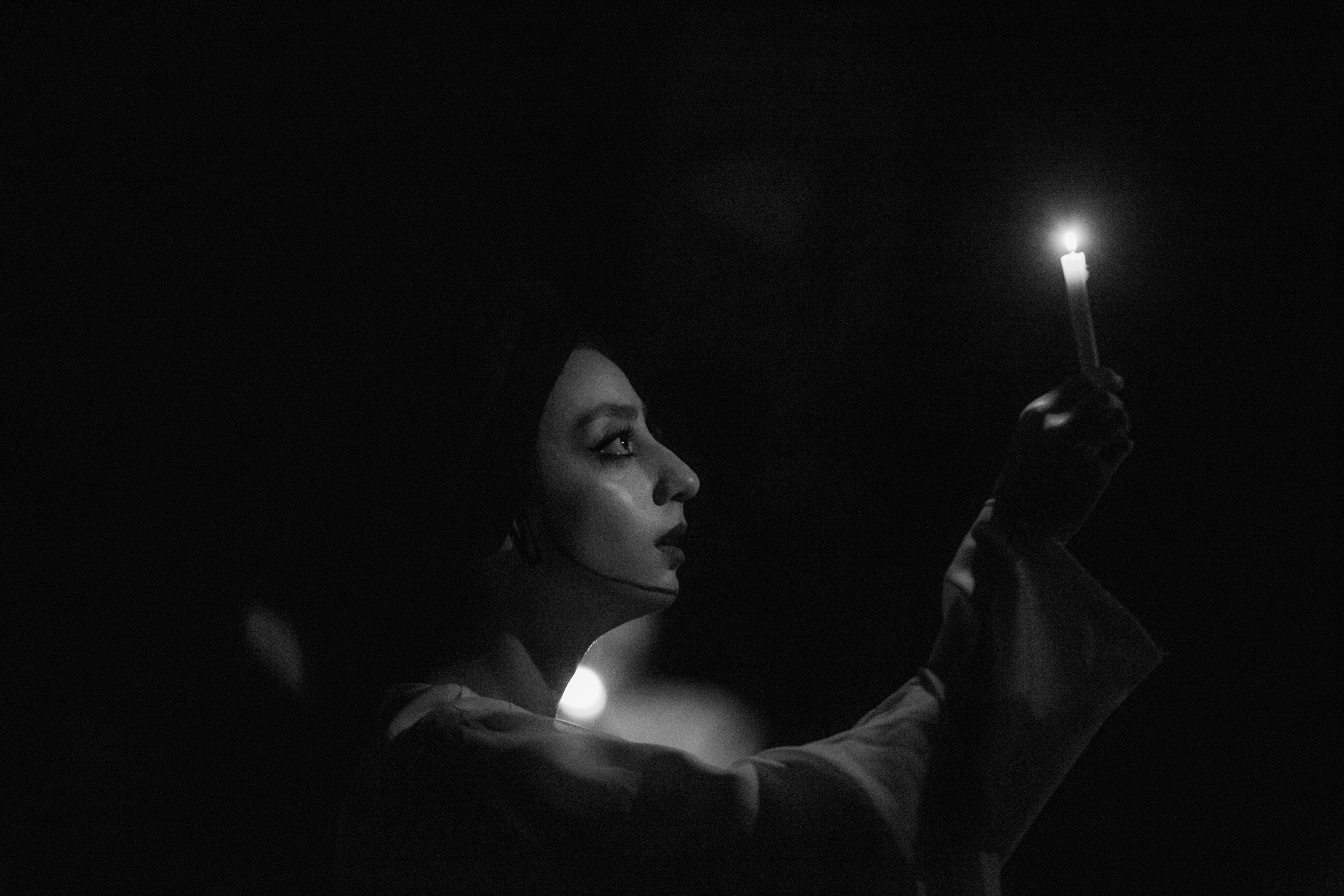
اجرای یک نمایش پرفومنس با نام به دادمان برسید در خانه نمایش دا شهر تهران
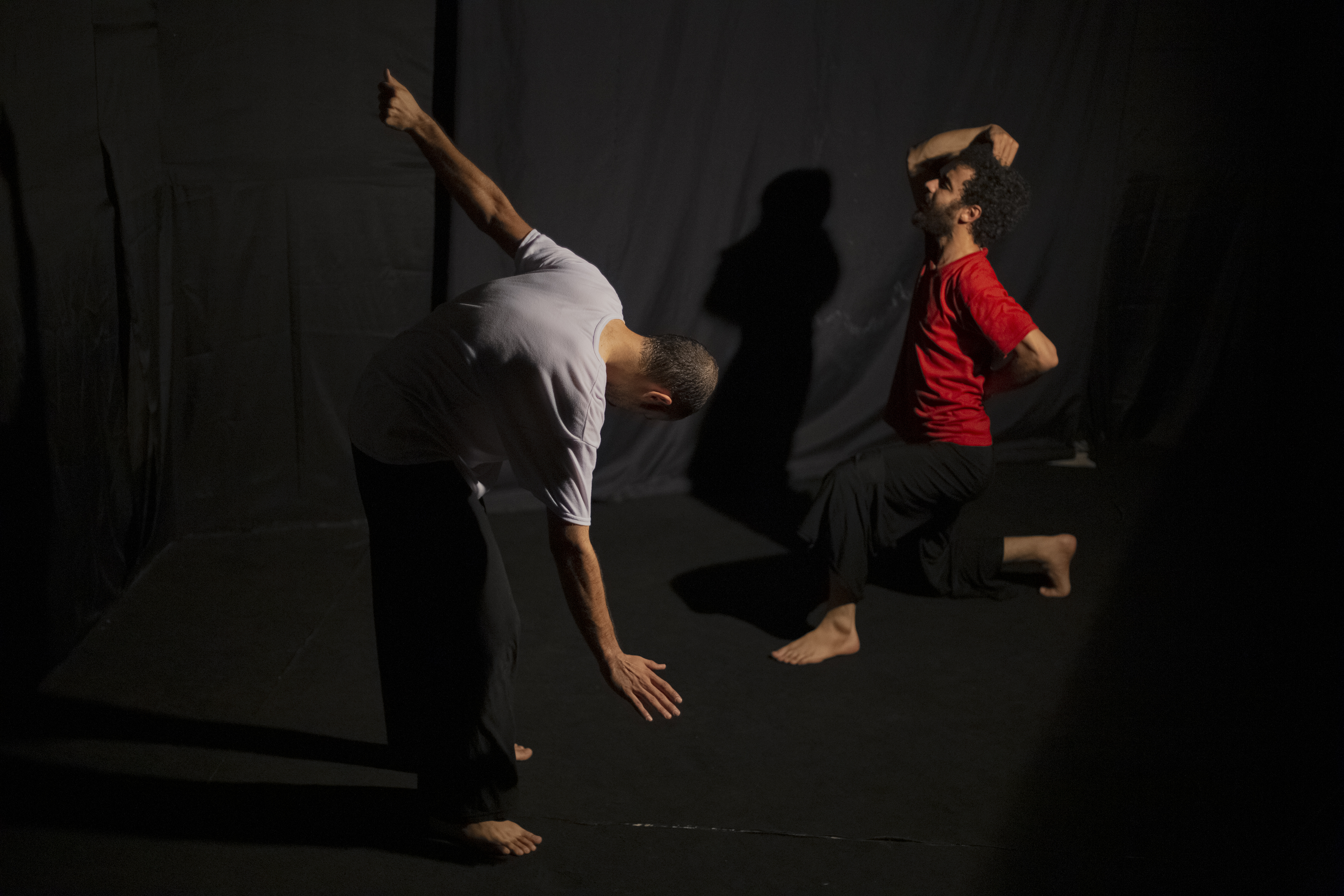
دو بازیگر یک گروه تئاتر آزمایشگاهی تجربی، در حال اجرای یک پرفورمانس
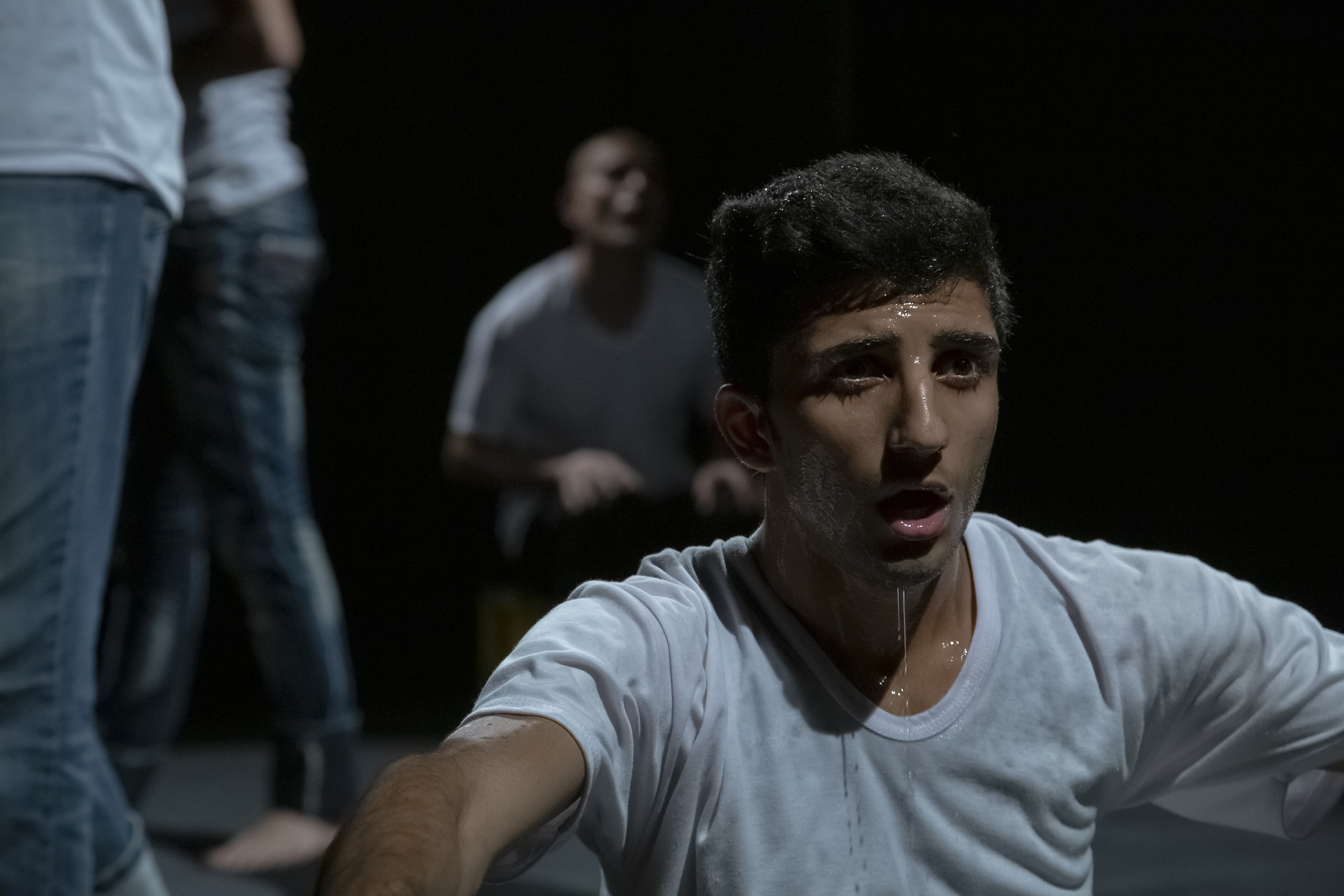
یک تئاتر پرفورمانس تجربی، با نام: "آنک ماه" در تماشاخانه ماه شهر قم

- مشارکت‌کنندگان ویکی‌پدیا. «Experimental theatre». در دانشنامهٔ ویکی‌پدیای انگلیسی، بازبینی‌شده در ۱ فوریه ۲۰۱۶.